# Cattedrale di San Demetrio (Arta)
La cattedrale di San Demetrio (in greco Μητροπολιτικός Ναός του Αγίου Δημητρίου?) è la cattedrale ortodossa di Arta, nell'Epiro, e sede della metropolia di Arta.

## Storia
La chiesa di San Demetrio sorge sulla piazza centrale della città, al posto di un'omonima chiesa più antica post-bizantina, bruciata durante la rivoluzione del 1821, insieme a gran parte della città. Il nuovo tempio, costruito nel 1836, fu demolito nel 1938, quando furono poste le fondamenta della chiesa attuale, eretta nel 1957, completata tra gli anni 1960-1980 e inaugurata dal vescovo Ignazio C. Artis (1958-1988).

## Descrizione
Il tempio è costruito in stile bizantino in pietra bianca locale e piastrelle rosse. Si tratta di una basilica con una cupola e pianta cruciforme. Sul lato occidentale sorgono due alte guglie ottagonali con aperture arcuate. L'ingresso principale è posto ad ovest ed è costituito da un portico con tre tetti successivi. Sul lato occidentale sono posti degli archi ciechi decorati con mosaici di piastrelle che rappresentano San Demetrio, San Cosma e San Zaccaria.
All'interno del tempio spiccano le decorazioni iconografiche realizzate tra gli anni 1967-2005. La parte centrale della iconostasi e il trono vescovile risalgono al tempio più antico, all'inizio del XIX secolo, e sono esempi perfetti di rappresentazioni dell'epoca in legno scolpito tipiche della regione dell'Epiro. La chiesa conserva anche vecchie icone bizantine tra cui la più significativa è quella di Santa Caterina di Giorgio Klontzas del XVII secolo, quindi vasi sacri e vangeli con attacchi del XIX secolo e libri liturgici stampati antichi.